# Soloveira
Soloveira[cita requerida] (oficialmente San Fins de Solobeira) es una parroquia española del municipio de Villagarcía de Arosa, perteneciente a la provincia de Pontevedra, en la comunidad autónoma de Galicia.

## Toponimia
El lugar puede aparecer referido como «Soloveira», «Solobeira», «San Feliz de Soloveira», «San Fins de Solobeira» y «San Félix de Solobeira».

## Historia
Hacia mediados del siglo XIX, el lugar, por entonces referido como una feligresía, tenía contabilizada una población de 119 habitantes. Aparece descrito en el decimocuarto volumen del Diccionario geográfico-estadístico-histórico de España y sus posesiones de Ultramar de Pascual Madoz con las siguientes palabras:

SOLOVEIRA (San Feliz): felig. en la prov. de Pontevedra (2 1/2 leg.), part. jud. de Cambados (1/2), dióc. de Santiago (8), ayunt. de Villagarcia. sit. á la der. del rio Umia, con libre ventilacion; clima templado y sano. Tiene unas 30 casas en los l. de Abaliña, Sisto y Sisto de Abajo. La igl. parr. (San Feliz) es aneja de la de San Pedro de Cornazo, con la cual confina, y con las de Bayon y Oubiña. El terreno participa de monte y llano y es de buena calidad; tienen origen en él dos arroyos que se dirigen hácia el S. para desaguar en el Umia. prod.: trigo, maiz, centeno, legumbres, frutas y pastos; hay ganado vacuno, de cerda y lanar; caza de perdices, liebres y conejos. pobl.: 33 vec., 119 alm. contr.: con su ayunt. (V.).
(Madoz, 1849, p. 429)

En 2022, tenía empadronados 207 habitantes.

## Patrimonio
Hay en la parroquia una iglesia de San Feliz.